# Anne Knight
Anne Knight (Chelmsford, 2 de noviembre de 1786 – Waldersbach, 4 de noviembre de 1862) fue una activista, reformadora social y abolicionista británica, siendo una de las pioneras del feminismo. Asistió a la Convención Mundial Abolicionista, donde la necesidad de mejorar los derechos de las mujeres se hizo evidente. En 1847, Knight produjo lo que se cree que es el primer folleto a favor del sufragio femenino, y fundó la primera organización por el sufragio femenino en 1851, en la ciudad de Sheffield.

## Familia
Anne Knight nació en Chelmsford en 1786. Fue la hija de un comerciante local llamado William Knight (1756–1814) y su madre fue Priscilla Allen (1753–1829). Sus padres eran cuáqueros y gran parte de su familia fueron miembros activos en el Movimiento por la Templanza y en movimientos en contra de la esclavitud.

## Primeros esfuerzos y frustraciones
En 1825, Knight fue miembro de la Sociedad Abolicionista de Damas de Chelmsford, mientras realizaba un viaje por Europa con un grupo de cuáqueros. El viaje fue en parte turístico, aunque también realizaron obras de caridad en el recorrido. Knight podía hablar francés y alemán.
Knight trabajó estrechamente con dirigentes abolicionistas como Thomas Clarkson, Elizabeth Pease Nichol y Joseph Sturge. Cuándo a las mujeres se les impidió participar en la Convención Mundial Abolicionista en Londres en 1840, Knight se indignó y comenzó a hacer campaña por los derechos de las mujeres. Unas cuantas mujeres fueron incluidas en la pintura de la convención con Knight; estos fueron Elizabeth Pease Nichol, Amelia Opie, la Baronesa Byron, Mary Anne Rawson, la Señora John Beaumont, Elizabeth Tredgold, la nuera de Thomas Clarkson, la sobrina de Mary y Lucretia Mott.
En 1847, Knight elaboró lo que sería considerada el primer folleto a favor por el sufragio femenino. Sus esfuerzos por impresionar la importancia del sufragio femenino en líderes reformistas como Henry Brougham y Richard Cobden resultaron de escasa utilidad, al igual que sus esfuerzos con el liderazgo cartista.
A mediados de la década de 1840, Knight fue descrita por la abolicionista y cuáquera estadounidense Lucretia Mott como ''una mujer de aspecto singular, muy agradable y educada'' .

## Estadía en Francia
Knight viajó a Francia en 1846, donde participó en la Revolución de 1848, y asistió a la Conferencia Internacional por la Paz en 1849. Junto con Jeanne Deroin, desafiaron la prohibición de las mujeres en clubes políticos, y en la publicación de material feminista.  En 1851, trabajó con Anne Kent para fundar la Asociación Política Femenina de Sheffield, la primera organización británica en pedir el sufragio femenino.

## Muerte y conmemoraciones
Anne Knight nunca se casó ni tuvo hijos. Falleció el 4 de noviembre de 1862, en Waldersbach, cerca de Estrasburgo, Francia, en la casa del nieto de Jean-Frédéric Oberlin (1740–1820), un filántropo cuya obra era venerado por Knight.
Se dice que pueblo de Jamaica llamado Knightsville, fue nombrado en su honor, o posiblemente por su hermana menor Maria Knight (1791–1870), quién visitó las Indias Occidentales a mediados de la década de 1810, junto con el abolicionista John Candler (1787–1869).
Algunos de los departamentos para los nuevos estudiantes de la Universidad de Essex, posee su nombre: Anne Knight House. También lo es Anne Knight Hoise, inaugurado en enero de 2005, por la Colchester Quaker Housing Association, un albergue para jóvenes. 
Un edificio catalogado de 2° grado ubicado al frente de la estación de trenes de Chelmsford, su tierra natal, fue nombrado en su honor; el edificio también fue Casa de Reunión Cuáquero entre 1823 hasta la década de 1950. El edificio también fue parte del campus central de la Universidad Anglia Ruskin, hasta su reubicación en 2008. Posteriormente, el edificio permaneció vacante hasta 2015, cuando disfrutó de un breve período de uso como proyecto cultural, antes de convertirse en una cadena de restaurantes de propiedad familiar.